# Hôtel Simon (Nancy)
Pour les articles homonymes, voir Hôtel Simon.
L’hôtel Simon est un hôtel particulier situé dans la ville de Nancy en Meurthe-et-Moselle.
Construit entre 1870 et 1873, la construction de l’hôtel particulier a débuté avec l'architecte Alexandre-Charles Melin puis s'est terminée avec l'architecte Albert Cuny.
Le bâtiment accueille aujourd’hui le centre culturel allemand dit Goethe Institut.

## Situation
Le bâtiment est situé 39 rue de la Ravinelle à Nancy.

## Historique
L’hôtel Simon est un hôtel particulier représentatif des demeures bourgeoises construites à Nancy dans la seconde moitié du XIXe siècle. L’intégrité de l’ensemble architectural composé de la maison, de son ornementation intérieure ainsi que du parc est frappante. 
 L’hôtel témoigne du goût d’une époque à l'aube de la période Art Nouveau. Mr Maure a demandé à l’architecte Alexandre-Charles Melin de lui construire son hôtel particulier. La construction a débuté entre 1870 et 1873 avant d’être arrêtée par l’architecte pour des raisons de santé.
Le gros œuvre à peine terminé, Léon Simon, négociant en graine rachète le bâtiment en l'état et confie le chantier à l'architecte Albert Cuny.
À la suite de l’Annexion de la Moselle par l’Allemagne, Léon Simon, propriétaire de vastes pépinières et commerces de graines à Metz, s’installe dans cette demeure avec sa famille, tout en gardant la direction de l’entreprise messine.
À son arrivée à Nancy,  Léon Simon s’associe à son gendre Émile Bouchotte, à J.B. Vilgrain et à M. Duhamel pour l’exploitation du moulin de Frouard.
Botaniste reconnu pour ses recherches sur les arbres fruitiers et les roses, Léon Simon (1843-1913) est Président-fondateur avec Émile Gallé de la société centrale d'horticulture de Nancy. Émile Gallé créera une de ses œuvres majeures, la Coupe Simon ou Rose de France (aujourd’hui au musée de l'École de Nancy). 
Dans les années 1920, l’hôtel appartient à la famille Ernest Vilgrain, propriétaire des grands moulins de Nancy.
Des travaux d’aménagement intérieur importants sont réalisés : 
- rampe en fer forgé signé Jules Cayette
- vestibules du rez de chaussée et du 1er étage
- cheminée du grand salon
- lustre de l’escalier
- installation d’un chauffage central

En 1977, il est vendu par le dernier propriétaire Pierre Bertrand - professeur de médecine et chirurgien - à la République Fédérale d’Allemagne (RFA) qui souhaite y installer les nouveaux locaux du Goethe Institut. Le chantier est alors suivi par le cabinet nancéien d’architecture Jacques André - Claude Prouvé.

## Description

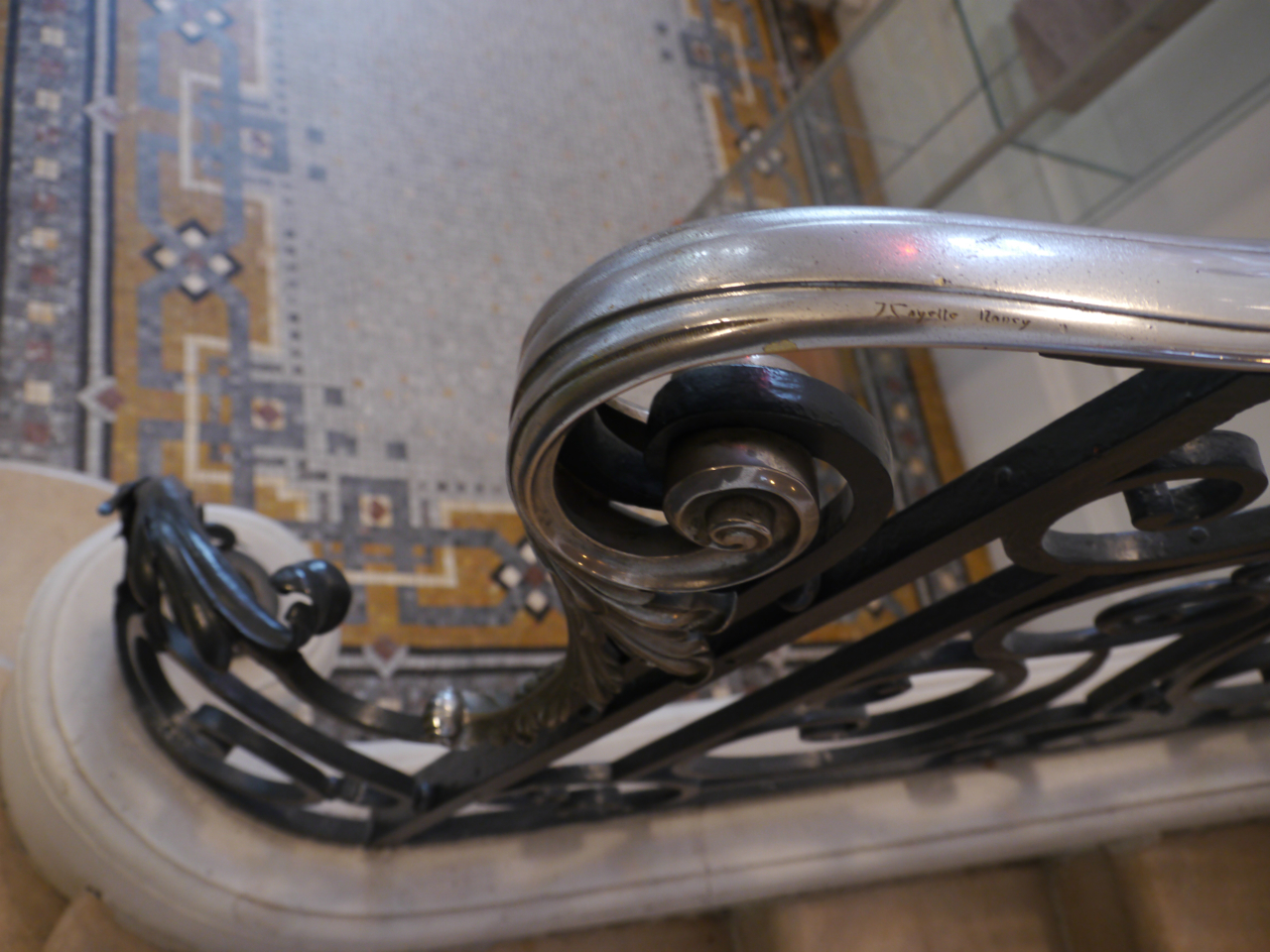
Sol et rampe art d"co.

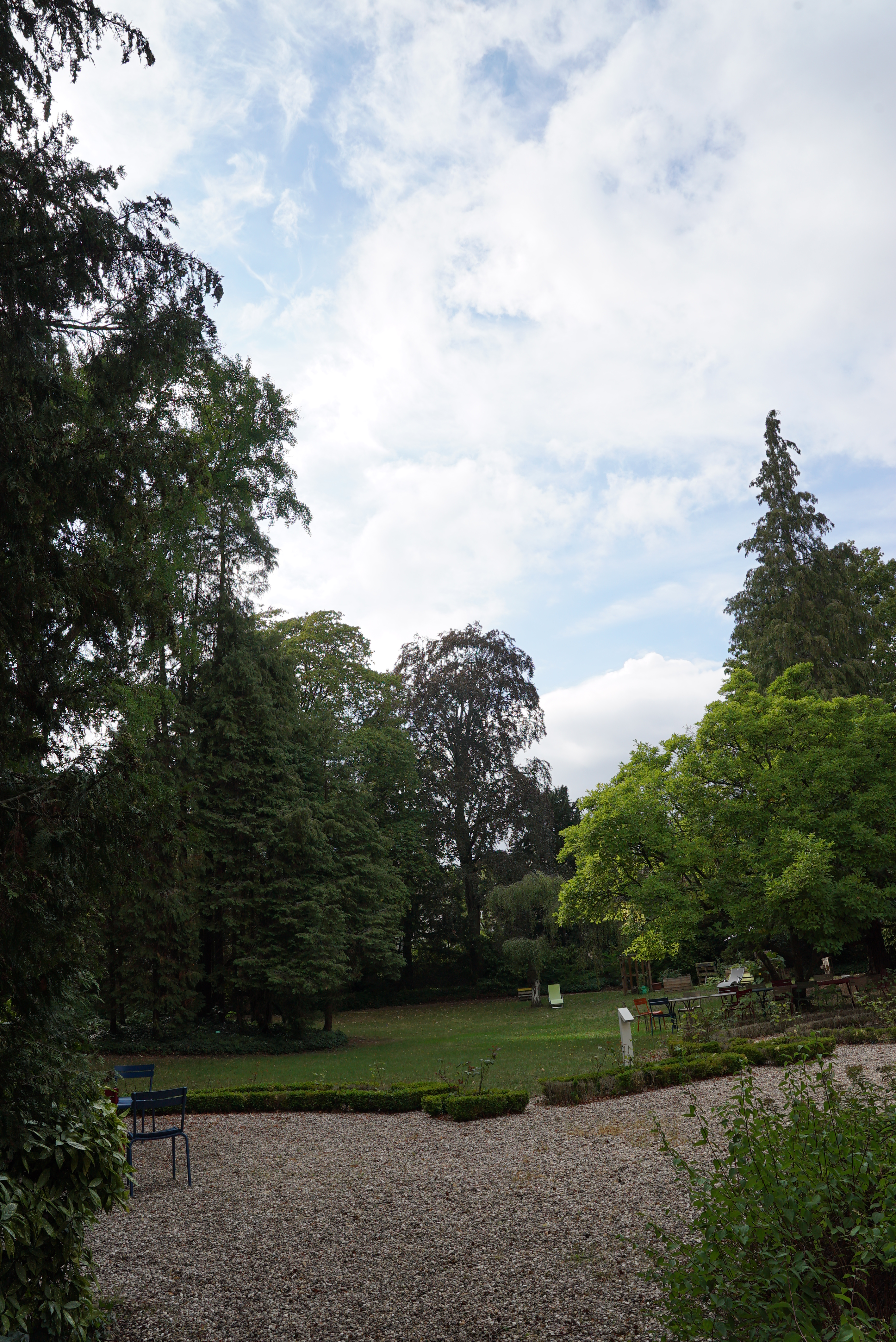
Le parc.

L'hôtel Simon présente une multitude de détails architecturaux remarquables : 
- l'entrée dont le sol est une mosaïque à tesselles de marbre au décor géométrique.
- le vestibule de l’entrée comporte un ensemble de lambris composés d’une alternance de noyer et de loupe de noyer. Cet ensemble est attribué à l’Atelier du célèbre ébéniste de l’École de Nancy Louis Majorelle. Léon Simon - botaniste et horticulteur - était proche des artistes de ce mouvement avec lesquels il partageait intérêt et sensibilité pour la nature.
- l'escalier d’honneur est un escalier monumental menant à l’étage de l’hôtel datant de la fin du XIXe siècle. Le limon porte une rampe en fer au décor de volutes feuillagées réalisées par Jules Cayette dans les années 1910-1920 dont la signature apparaît sur la plate-bande d’appui.
- le bureau des bibliothécaires avec une cheminée en grès cérame flammé de Rambervillers au décor de chardon de style Art Nouveau qui date du début du XXe siècle. Les carreaux de céramique furent réalisés par l’atelier d’Alphonse Cytère céramiste et directeur de la faïencerie de Rambervillers proche des artistes de l’École de Nancy.
- le décor intérieur de la bibliothèque avec une frise de roses stylisées et d’épis de blé sur le plafond et dont les moulures rappellent la passion de Léon Simon pour les roses et son activité de minotier.
- la cheminée art déco de la bibliothèque en marbre veiné blanc, avec un décor de canaux et un rétrécissement en cuivre martelé.  et une plaque en fonte au décor de chinoiserie (dragon, Chinois portant ombrelle ou torchère, oiseaux et rinceaux) qui correspond au goût pour l’exotisme de la fin du XVIIe siècle ou du début du XVIIIe siècle.
- la cheminée de la bibliothèque de style néo-rocaille, en marbre veiné gris, avec des piedroits galbés et un décor de coquille. Sa glace de trumeau possède un décor floral et végétal avec présence de grappes de raisin sur les montants et un rétrécissement en tôle émaillée.
- le jardin d’hiver dont la fine structure en fer laisse largement entrer la lumière. Il contenait des jardinières en pierre et céramique sur les 3 côtés ainsi qu’un aquarium. Il est devenu une salle de lecture pour la bibliothèque.
- le lustre de l’escalier est orné de symboles judéo-chrétiens et de pampilles en cristal. La suspension réalisée au début du XXe siècle proviendrait d’une église dans laquelle Louis Vilgrain aurait été hospitalisé durant la première Guerre Mondiale. La couronne supérieure en cuivre est ornée d’un décor de cep de vigne alternant avec des motifs judéo-chrétiens : croix et tables de Lorraine.
- le vestibule du 1er étage possède un ensemble de lambris composés d’essences rares, attribuées à l’Atelier de Louis Majorelle.
- le bureau du service culturel dans l’ancienne salle de bain avec une mosaïque de sol à tesselles de céramique au décor géométrique de grecques.
- le parc a été tracé et planté par Léon Simon, grand pépiniériste lorrain entre 1872 et 1873. Il était ami des paysagistes les plus renommés de l’époque dont Édouard André.

Le parc paysager comprend des arbres d’essence rares :
- un ginkgo,
- un magnolia,
- un érable de Cappadoce
- un noisetier à feuille pourpre
- un viorne à feuilles ridées
- un catalpa commun
- un érable plane à feuille pourpres